# Herb kraju południowoczeskiego

Herb kraju południowoczeskiego

Herb kraju południowoczeskiego to jeden z symboli tego kraju. 

## Opis herbu
Tarcza herbowa czwórdzielna w krzyż.
- W polu pierwszym, czerwonym, srebrny lew wspięty o podwójnym ogonie w złotej koronie.
- Pole drugie dwudzielne w słup, część prawa[1] srebrna, część lewa[1] błękitna. W polu róża, prawa jej część czerwona, lewa złota.
- W polu trzecim, zielonym, złoto-srebrny słup.
- W polu czwartym mury miejskie srebrne z trzema wieżami, z których najwyższa i najpotężniejsza wieża środkowa. Spiczaste dachy wież złote.

Identyczny wzór posiada heraldyczna flaga kraju.

## Uzasadnienie symboliki herbu
Lew w pierwszym polu był początkowo herbem dynastii Przemyślidów, aby stopniowo stać się herbem Bohemii i całego Królestwa Czech. Czerwona róża w srebrnym polu to symbol panów na zamku w Rožmberku, natomiast róża złota w polu błękitnym, to znak panów na Jindřichův Hradcu. Zielona barwa trzeciego pola symbolizować ma lasy kraju południowoczeskiego. Złoto-srebrny słup to odpowiednio: złoty szlak – średniowieczny trakt, którym do Czech transportowano austriacką sól, i rzeka Wełtawa, która przez kraj południowoczeski biegnie niemal dokładnie z południa na północ. Miejskie mury zaczerpnięto z herbu stolicy regionu – Czeskich Budziejowic.